# Адилет (высшая школа права)
Высшая школа права «Адилет» (каз. «Әділет» - буквально «Справедливость») — негосударственное некоммерческое образовательное учреждение в Казахстане. Основана в 1992 году. Действуют программы среднего и высшего профессионального образования, а также магистратуры. Ведется подготовка научных работников. Имеет филиалы в Астане, Кокшетау и Усть-Каменогорске. Периодически выходит журнал «Адилет». Развиваются партнёрские отношения с зарубежными школами права из США и Великобритании.
В 2007 году прекратила существование как самостоятельный вуз в связи с присоединением к Каспийскому общественному университету, функционирует в рамках КОУ на правах факультета Академия юриспруденции «Адилет».